# 板岭乡
板岭乡，是中华人民共和国广西壮族自治区河池市都安瑶族自治县下辖的一个乡镇级行政单位。

## 行政区划
板岭乡下辖以下地区：
板岭村、旱塘村、带河村、凤塘村、尚游村、弄六村、尚智村、尚甫村、永乐村、永顺村、永仁村、永富村和永合村。